# Moritz Heinrich Romberg
Pour les articles homonymes, voir Romberg.
Moritz Heinrich Romberg, né le 11 novembre 1795 à Meiningen et mort le 16 juin 1873 (ou peut être le 17) à Berlin est un neurologue allemand. Il a vécu et travaillé longtemps à Berlin-Mitte. Il est connu pour avoir été le « médecin des pauvres » et figure parmi les pères fondateurs de la neurologie allemande.

## Éponymie
- On lui doit la description du signe de Romberg : lors de la station debout, pieds joints et bras tendus, la fermeture des yeux déclenche ou aggrave une instabilité pouvant aller jusqu'à la chute. Ce signe s'observe notamment en cas d'ataxie sensorielle, par interruption des afférences sensitives des centres nerveux de l'équilibre.

- Il a décrit également la névralgie obturatrice ou syndrome de Howship-Romberg, ainsi nommée en son honneur et celui du chirurgien anglais John Howship (1781-1841).

- Le syndrome de Parry-Romberg tire son nom de M.H. Romberg et du médecin britannique Caleb Hillier Parry.

## Œuvres
- (de) Lehrbuch der Nerven-Krankheiten des Menschen (Manuel des maladies nerveuses chez l'homme). Berlin: Duncker, 1853 (trad. anglaise. : A manual of the Nervous Diseases of Man. London 1853. Traduction d'Edward Sieveking).